# Pedicia norikurae
Pedicia (Amalopis) norikurae là một loài ruồi trong họ Pediciidae. Chúng phân bố ở vùng sinh thái Palearctic.